# ألييت أرمل
ألييت أرمل (بالفرنسية: Aliette Armel)‏ وُلدت في 23 فبراير 1951 بنويي-سور-سين. وهي روائية، كاتبة مقال، وناقدة أدبية.